# Саратовская игрушка

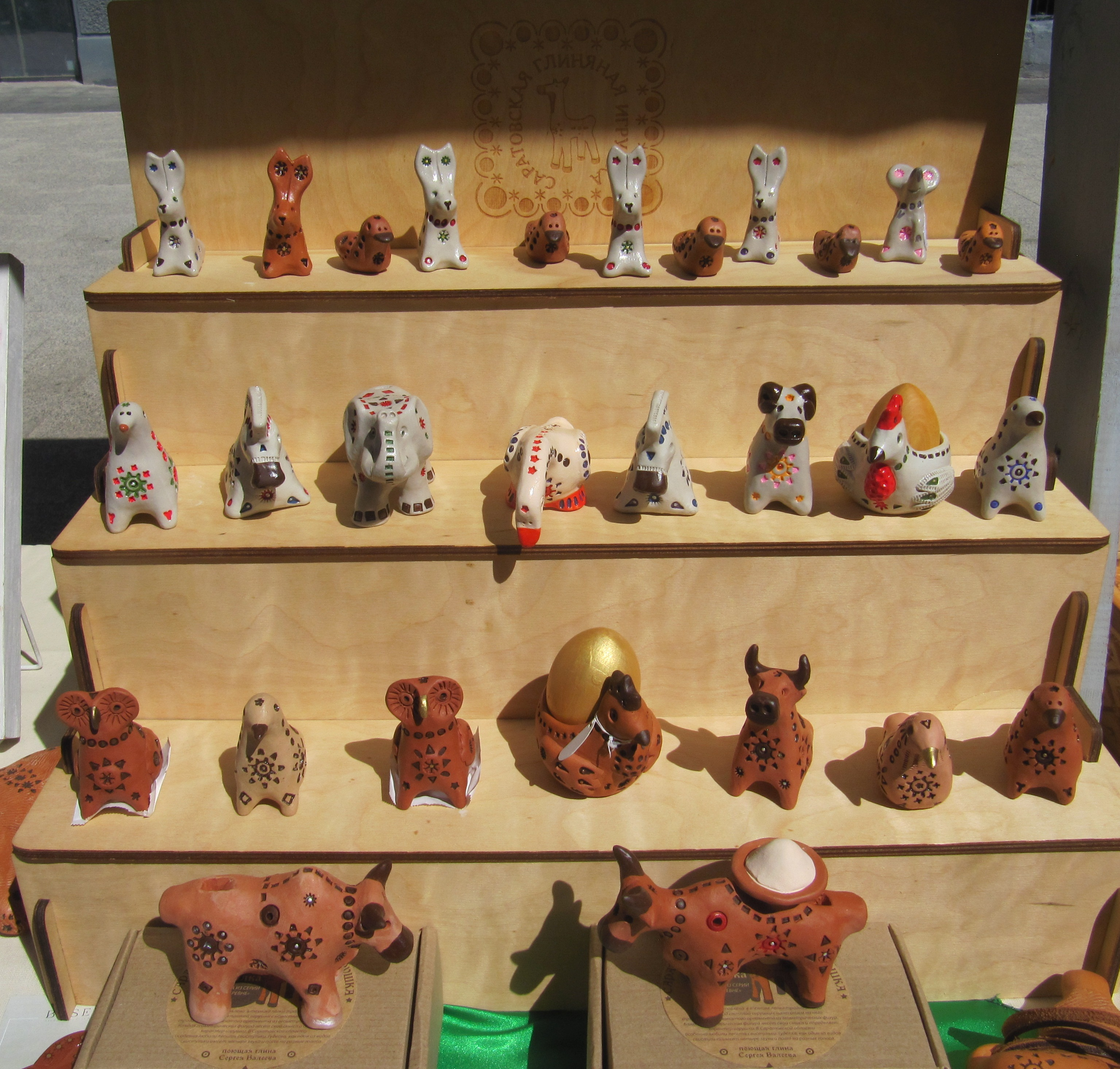
Саратовская глиняная игрушка (общий вид)

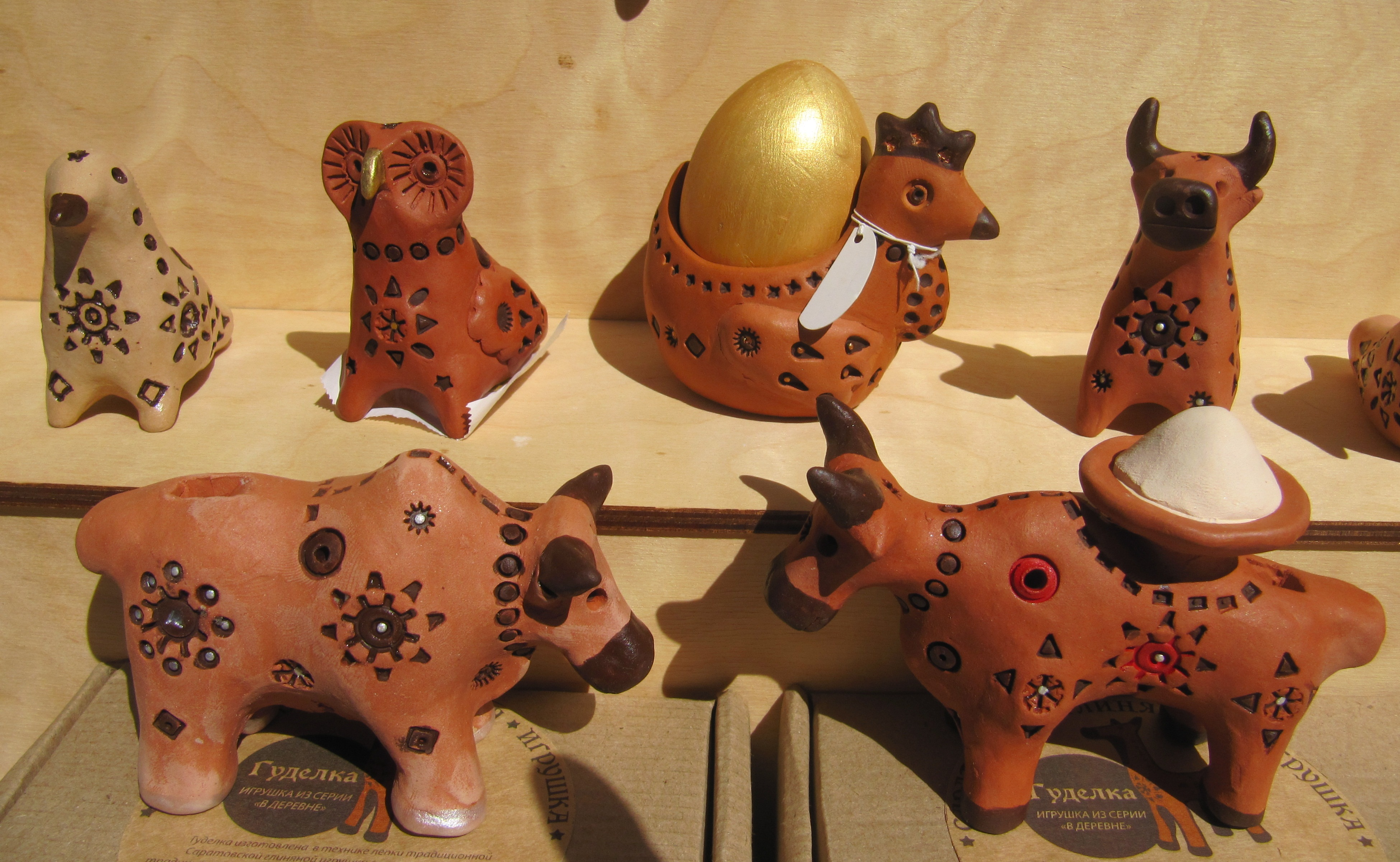
Саратовская глиняная игрушка (из серии "В деревне")

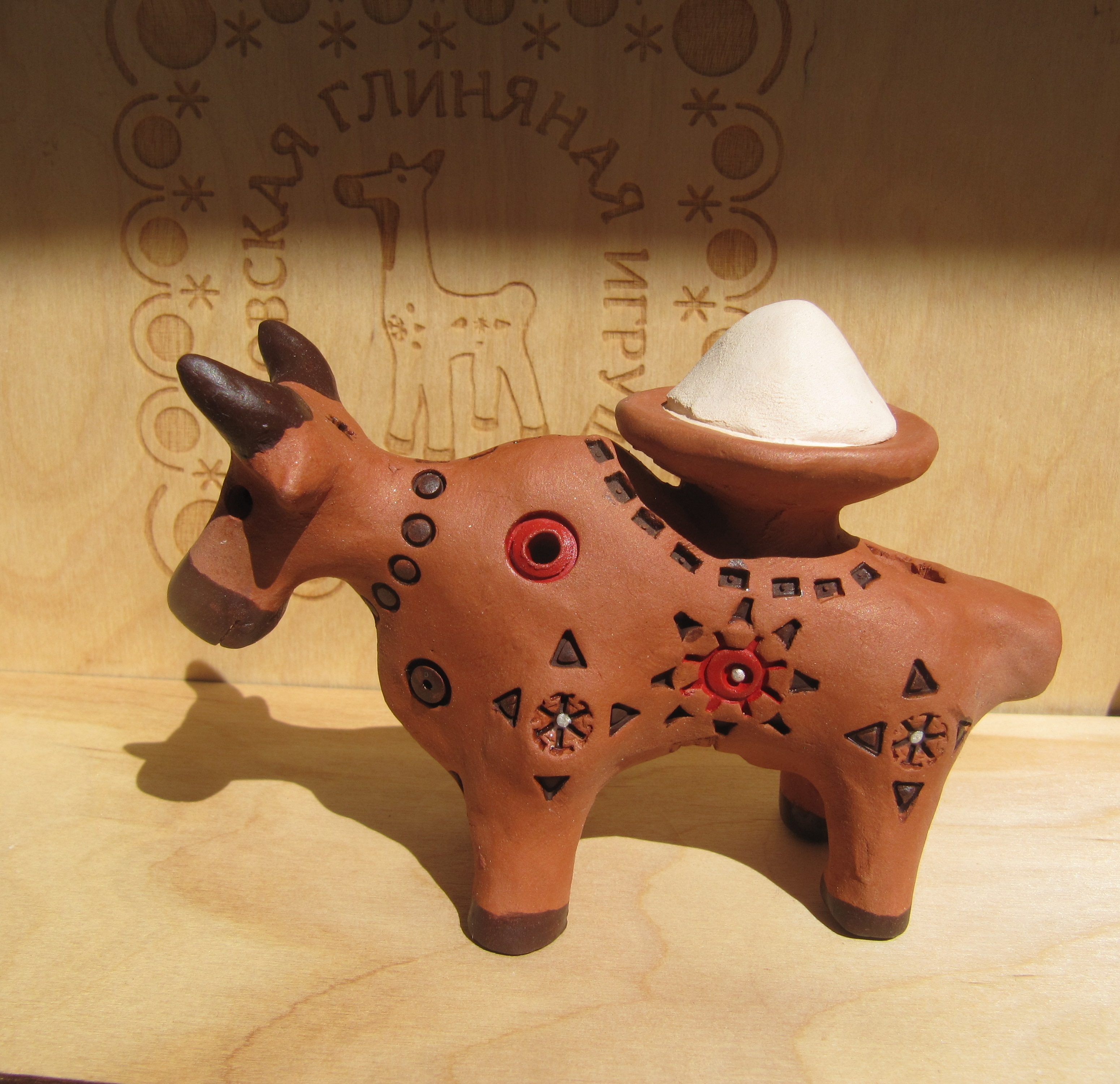
Саратовская глиняная игрушка "Бык-солевоз"

Саратовская игрушка — один из малых русских народных глиняных художественных промыслов. Возник в окрестностях города Саратова. Аналогов Саратовской игрушки не существует.

## История промысла
Точная дата появления саратовской игрушки неизвестна, но исчезновение пришлось на 1960-е годы. Изготовление игрушки обычно было делом мастера-одиночки, а сбыт таких игрушек производился на рынках Саратова и пригородов.
В XXI веке началось возрождение саратовской игрушки и немаловажную роль в этом сыграл музей народных художественных ремёсел «Солдатенковы».
Несмотря на то, что технология изготовления игрушки была частично утеряна, сейчас она полностью восстановлена[уточнить]. В Саратовском государственном художественном музее имени А. Н. Радищева и в Саратовском областном музее краеведения представлены традиционные глиняные саратовские игрушки.

## Технология
Игрушка изготавливается с обжигом (жжёнка) и без обжига (сушка). Цвет жжёнки золотистый, а цвет сушки всегда природный цвет глины — бело-серый или светло-коричневый, до желтоватого.
Декорируется игрушка древним ямчатым способом. На сыром изделии штампиками оттискиваются геометрические рисунки в виде ямок. Штампиковые углубления потом выборочно заполняются красителями. Раньше красителями служили местные разноцветные глины. Сейчас для подкраски используются гуашь и те́мпера.
У всех игрушек гривы коней, глаза, копытца, подкрашиваются чёрной или тёмно-коричневой краской. После подкрашивания, изделие покрывается молоком, бесцветным водоэмульсионным лаком или нитролаком, на который, для лучшего блеска, наносится бесцветный масляный лак. Отличается Саратовская глиняная игрушка от других глиняных игрушек своим декором, особенность которого состоит в подкрашенных и отлакированных геометрических штампиковых углублениях.
В основном на Саратовщине лепили животных. Фигурки были узнаваемы и лепились в различных позах, из которых при игре составлялись игровые композиции. Особое предпочтение отдавалось свисткам. Свистки делались нескольких видов: маленькие, средние и большие — «гуделки». У гуделок проделывалось до шести игральных отверстий.